# 24124 Dozier
24124 Dozier là một tiểu hành tinh vành đai chính với chu kỳ quỹ đạo là 1971.5394048 ngày (5.40 năm).
Nó được phát hiện ngày 3 tháng 11 năm 1999.